# Eubi
|  | Per a altres significats, vegeu «Eubi de Tebes». |

Eubi, en llatí Eubius, en grec antic Εὔβιος, fou un filòsof estoic grec. Va néixer a Ascaló, al sud de la Celesíria a la frontera amb Egipte. Únicament l'esmenta Esteve de Bizanci.